# John Taras
John Taras (New York, 18 avril 1919 - New York, 2 avril 2004) est un danseur, chorégraphe et maître de ballet américain.

## Biographie
Après des études avec Michel Fokine, Anatole Vilzak, Pierre Vladimiroff et Ludmilla Schollar et à la School of American Ballet, il se produit dans des comédies musicales. Il chorégraphie sa première œuvre en 1945 pour le Ballet Theatre, puis travaille pour diverses compagnies : il est maître de ballet du Grand Ballet du Marquis de Cuevas de 1948 à 1957, aide George Balanchine à remonter La Somnambule au Ballet royal danois (1955) et devient son assistant au New York City Ballet en 1959.
Il dirige le Ballet de l'Opéra de Paris en 1969-1970 et celui de l'Opéra de Berlin en 1971-1972.